# Albertus Brondgeest

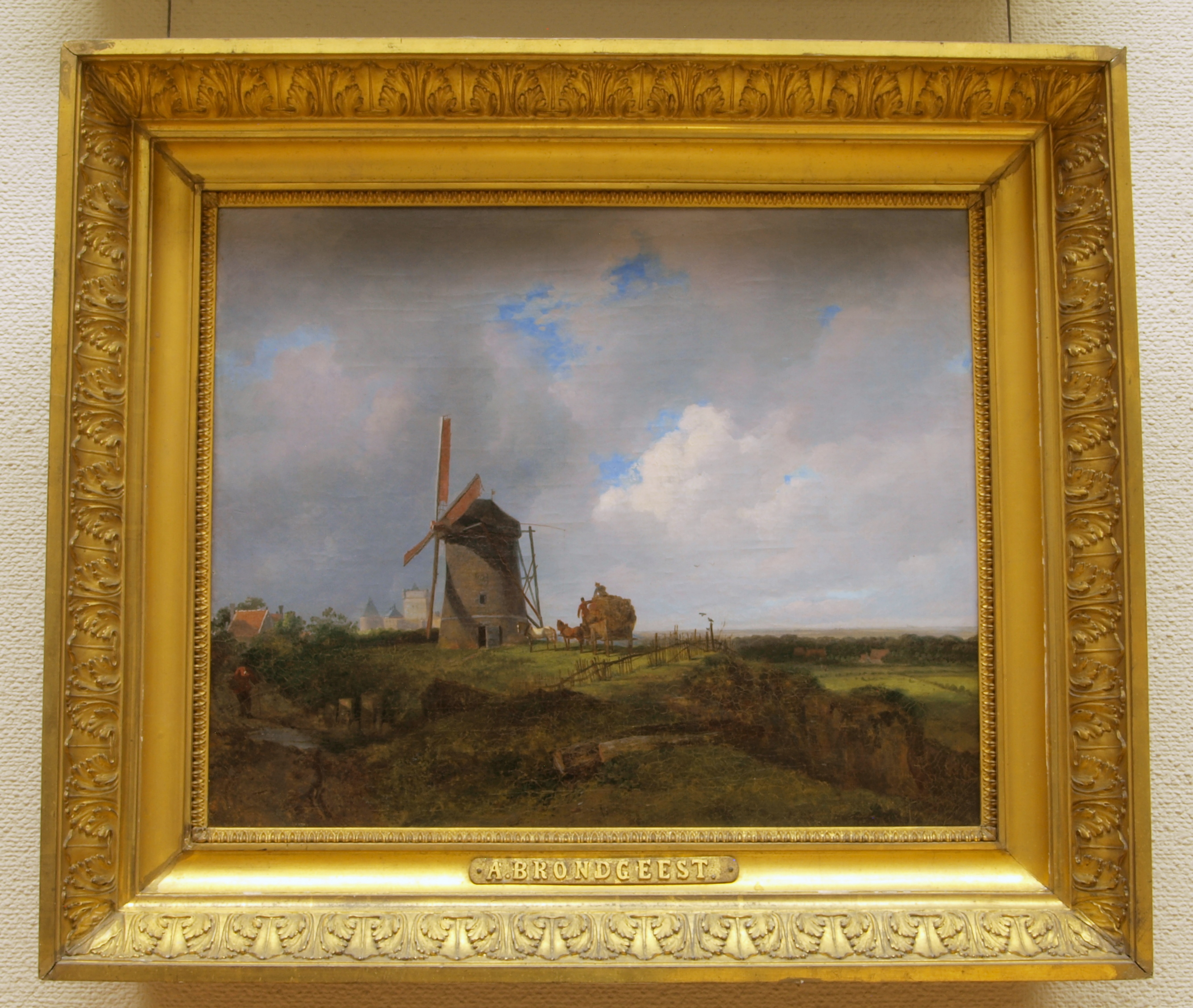
"Zomer" (Estiu), un paisatge prop de Gildehaus. Oli sobre tela.

Albertus Brondgeest (Amsterdam, 2 d'octubre de 1786 - Amsterdam, 30 juliol de 1849) fou un comerciant d'art neerlandès, dibuixant i pintor, principalment conegut pels seus paisatges. Fou alumne de Pieter Gerardus van Os, però també estudià amb Wouter Johannes Van Troostwijk.

## Vida
Brondgeest recollí i estudià art des del segle xvii i aconseguia la seva inspiració d'aquells treballs. Les seves pintures no eren la seva font primària d'ingressos, però era un comerciant i venia d'una família raonablement rica, que al principi no estava molt complaguda amb les ambicions artístiques d'Albertus de jove. El 1817 obria el seu propi comerç d'art, amb el qual feu bon negoci. Compartia el seu negoci una estona amb Ferdinand Bol. El seu negoci anava tan bé, que pogué comprar una casa de camp, "Vlietzorg". A més a més ocupà unes quantes posicions de govern, que el feren una persona rica i influent. Passava el seu temps enter cercles artístics, també durant els seus viatges d'estudi a l'estranger (Alemanya, França i Anglaterra).
El 1828 es casà amb Anna Barbara Ratelband, i tingué tres fills i tres filles amb ella.

## Treball

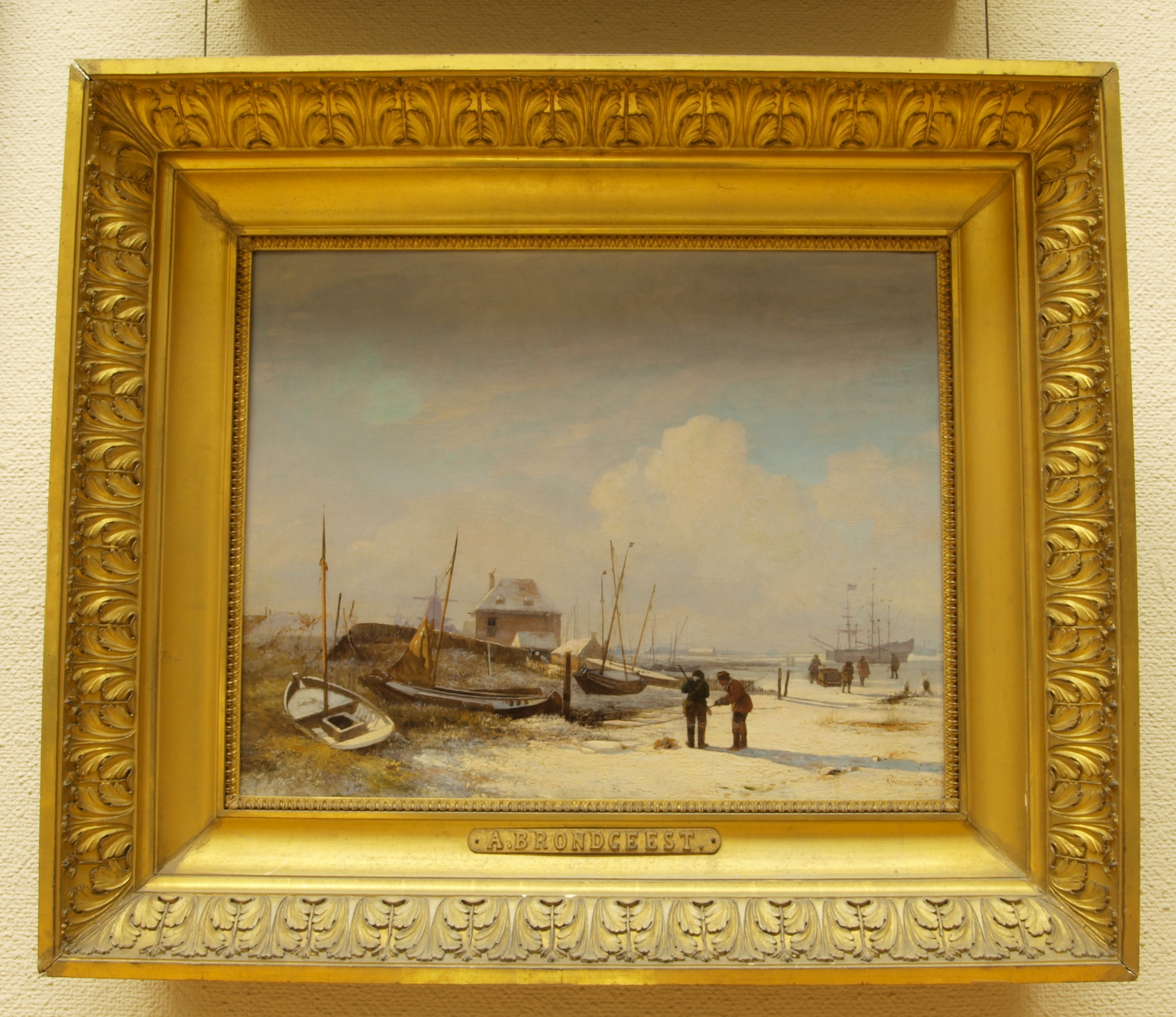
"Het IJ voor Amsterdam bij winter" (1823; oli sobre tela)

Quan era jove, s'interessà en el dibuix. En aquest àmbit rebé consell de Van Os (un pintor de bestiars i paisatges que darrerament passava per Amsterdam), que més tard es convertí en el seu amic. Després d'uns quants anys de la seva educació, estudià els paisatges de Jan Hulswit, que després l'inspirà. Tot i que els primers treballs de Brondgeest foren produïts amb aigua basada pintura, el 1809 en el consell del seu amic i professor Van Troostwijkes canvià a la pintura a l'oli. Gràcies a les seves col·leccions i el seu comerç d'art, tenia un accés relativament lliure a l'art d'aquell període, i pogué estudiar això extensament, la qual cosa el feia feliç. Estudià també el mestre del segle xvii Rembrandt van Rijn i altres mestres italians i alemanys. També pogué estendre els seus estudis a causa de la seva implicació en subhastes d'art d'unes quantes col·leccions importants.
Brondgeest passava cada any unes quantes setmanes en ambients naturals per pintar paisatges. Quan més tard en la seva vida tingué menys temps a causa del creixement en el seu negoci, en pintava menys i canvià els paisatges per les vistes de riu (perquè no tenia temps suficient per pintar els paisatges), del qual rebé també un reconeixement i apreciació ampli. També rebia reconeixement pels seus dibuixos, a més a més de les seves pintures. Part del seu treball és en exhibició al Museu Teyler a Haarlem.

## Reconeixement
Brondgeest lliurava pintures a unes quantes exposicions, i foren acceptades en múltiples ocasions, com a mínim des de 1813 fins a 1818. El 1814 Brondgeest guanyava una medalla daurada de la Societat Felix Meritis a Amsterdam amb la seva pintura Een gezigt binnen eene Nederlandsche stad, bij zonnedaglicht, met behoorlijke stoffaadje (Una vista dins d'una ciutat holandesa, a llum solar, amb un "stoffaadje" significatiu). El 1839 era reconegut pel govern de ciutat de la Haia amb una medalla de plata per a una demostració feta allà. Fou un membre de la societat de dibuix d'Amsterdam Zonder Wet Of Spreuk (sense llei o lema). Era un Membre de la Quarta Classe del Koninklijk Nederlandsch Instituut (Reial Institut Holandès) des de 1816 cap endavant i del Koninklijke Academie Voor Beeldende Kunsten Amsterdam (Acadèmia Reial d'Arts Visuals d'Amsterdam) i el Koninklijke Academie Te Antwerpen (Acadèmia Reial d'Antwerp).